# Polyol

Sorbitol, một loại rượu đường phổ biến, là chất làm ngọt nhẹ được sử dụng rộng rãi trong công nghiệp thực phẩm.

Polyol là một hợp chất hữu cơ chứa nhiều nhóm hydroxyl. Thuật ngữ "polyol" có thể có một ý nghĩa hơi khác nhau trong khoa học thực phẩm và hóa học polymer. Một phân tử có nhiều hơn hai nhóm hydroxyl là một polyol, với ba - một triol, và với bốn - một tetrol. Theo quy ước, polyol không đề cập đến các hợp chất có chứa các nhóm chức năng khác. Cellulose là một polymer với nhiều nhóm rượu, nhưng nó thường không được thảo luận như một polyol.

## Rượu đường
Rượu đường, một loại polyol, thường thu được bằng cách hydro hóa đường. Chúng có công thức (CHOH)nH2, với n = 4–6.
Rượu đường được thêm vào thức ăn vì hàm lượng caloric thấp hơn đường; tuy nhiên, nhìn chung chúng cũng ít ngọt hơn và thường được kết hợp với chất tạo ngọt cường độ cao. Chúng cũng được thêm vào kẹo cao su vì chúng không bị phân hủy bởi vi khuẩn trong miệng hoặc chuyển hóa thành axit, và do đó không góp phần vào sâu răng.  Maltitol, sorbitol, xylitol, erythritol, và isomalt là các loại rượu đường phổ biến.

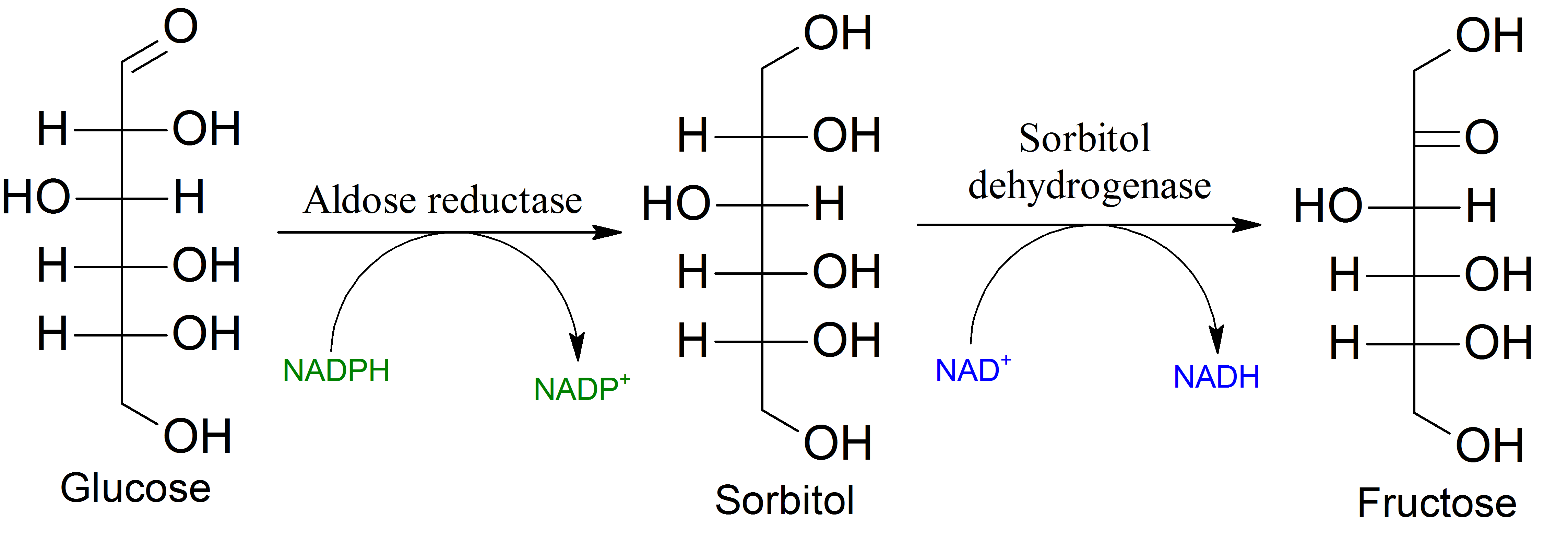
Con đường polyol là một quá trình chuyển đổi glucose dư thừa. Nó liên quan đến bệnh tiểu đường loại II.